# Jesi
Jesi je město ve střední Itálii, v provincii Ancona oblasti Marche, ležící na řece Esino. V blízkosti města se produkuje známé víno Verdicchio dei Castelli di Jesi.

## Historie
Město založili Umbrové, později ovládli Etruskové a roku 295 př. n. l. Římané. Roku 1194 se zde narodil Fridrich II. Štaufský, který obci později propůjčil status říšského města. Později zde vládly různé šlechtické rody a roku 1447 se město stalo součástí Církevního státu, ale kolem roku 1500 se město stalo fakticky samostatným pod vládou místních patricijů. Tento stav trval až do napoleonských válek. Dalšími významnými občany byli hudební skladatelé Giovanni Battista Pergolesi a Gaspare Spontini.

## Pamětihodnosti
V Jesi se nachází katedrála, jejíž výstavba začala ve 13. století, a několik dalších památných kostelů. Dále jsou zde zbytky městských hradeb, několik šlechtických paláců, například rokokový palác Palazzo Pianetti, a divadlo Teatro Pergolesi z roku 1790.

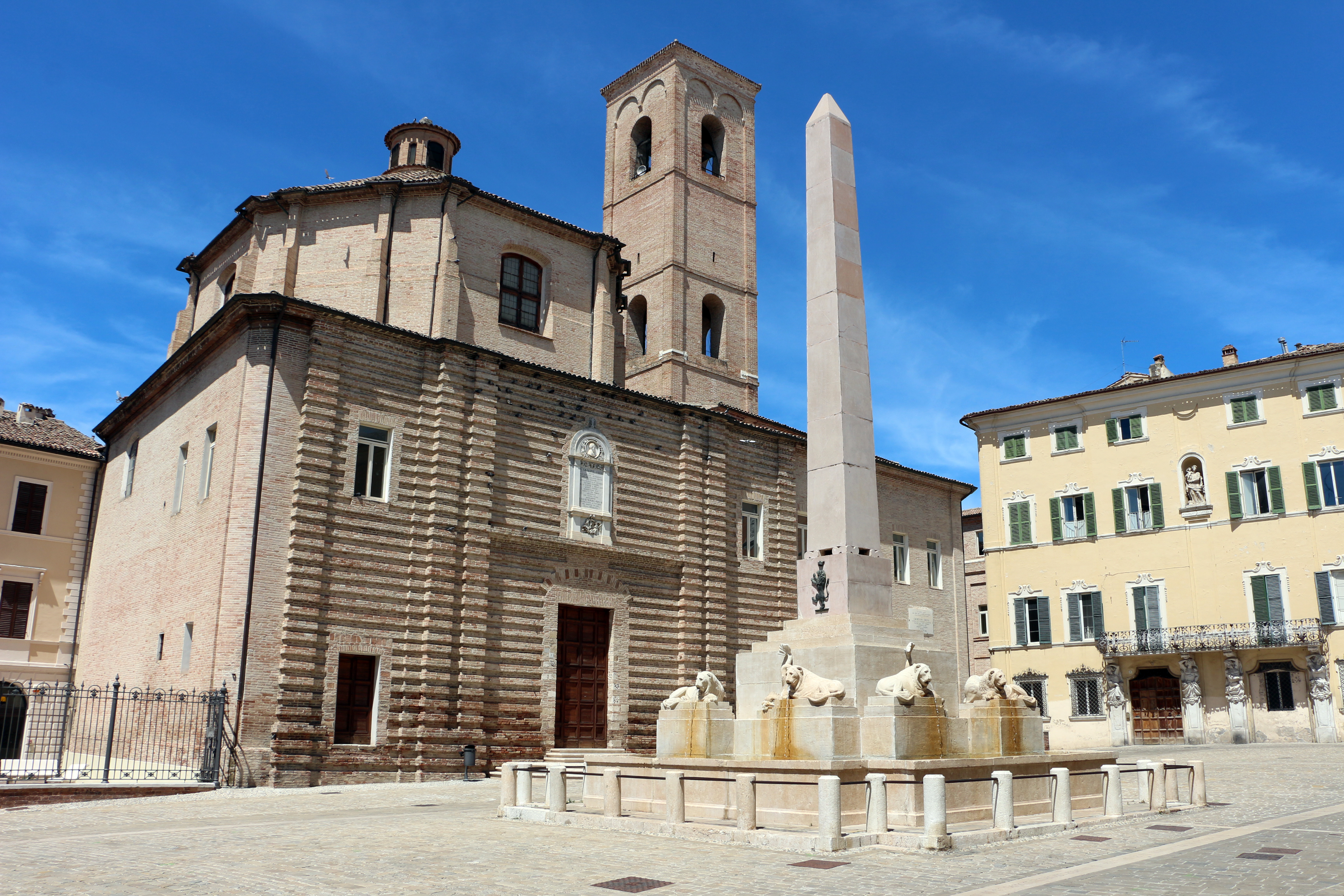
Náměstí, kostel sv. Floriána a obelisk Fridricha II.

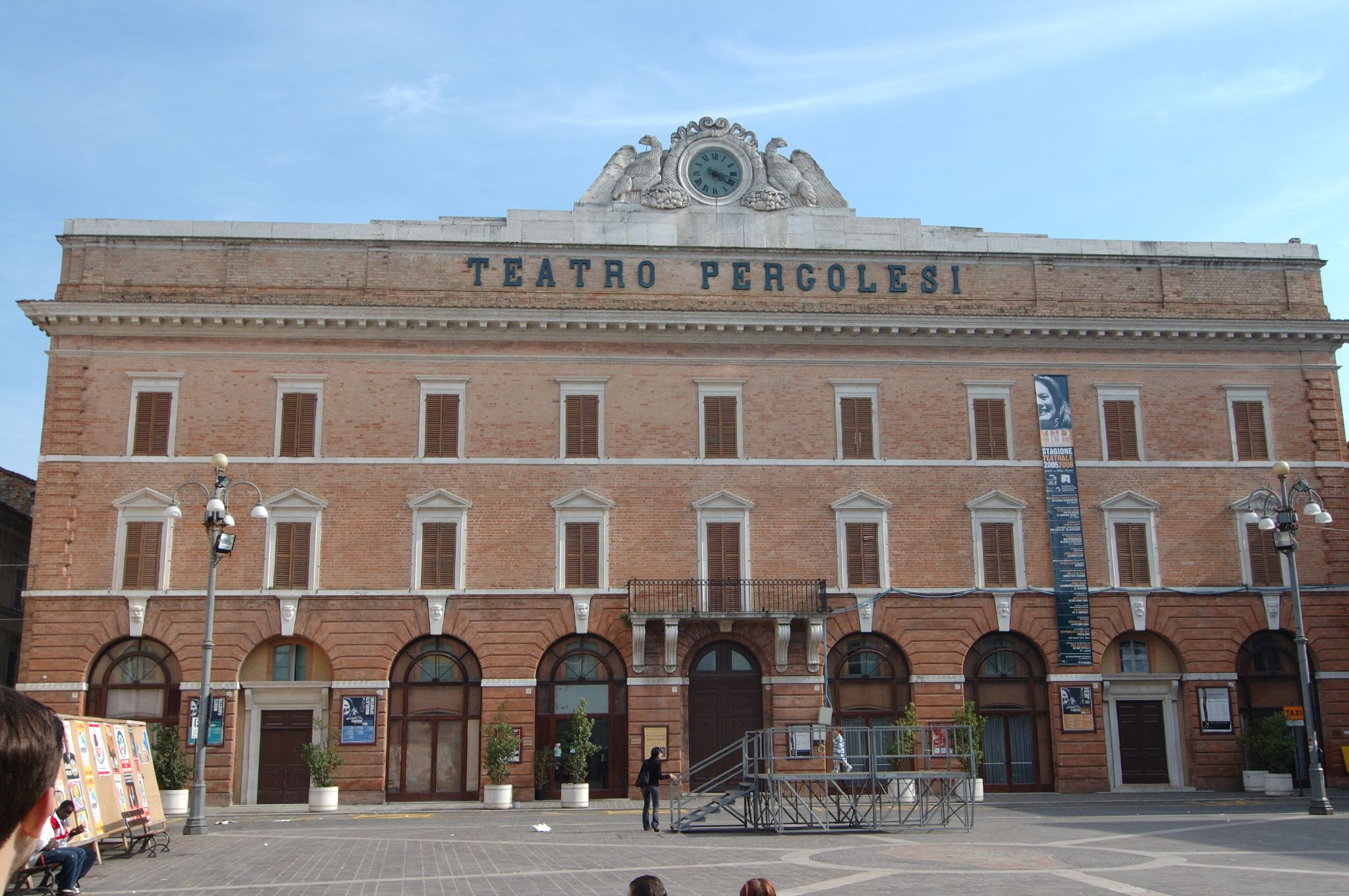
Pergolesiho divadlo

## Galerie

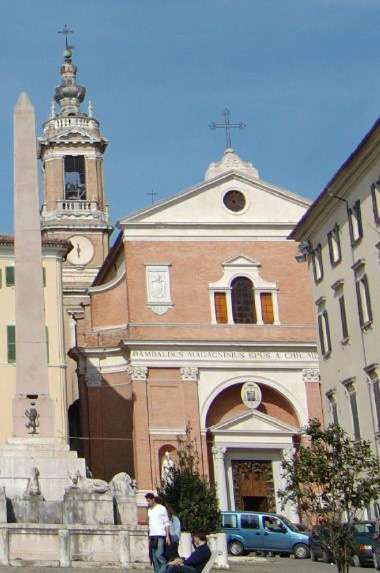
Dóm sv. Septimia
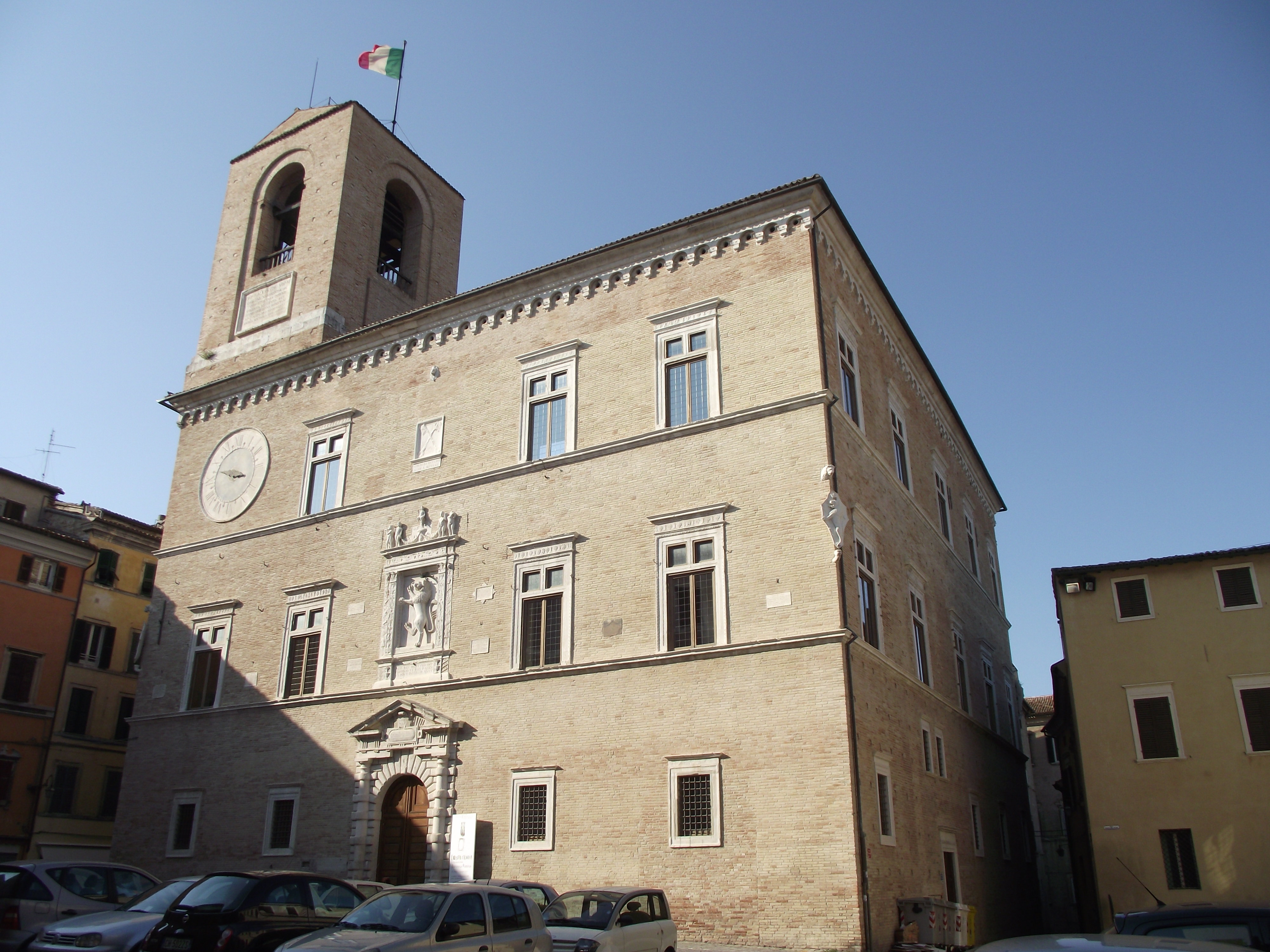
Palazzo della Signoria
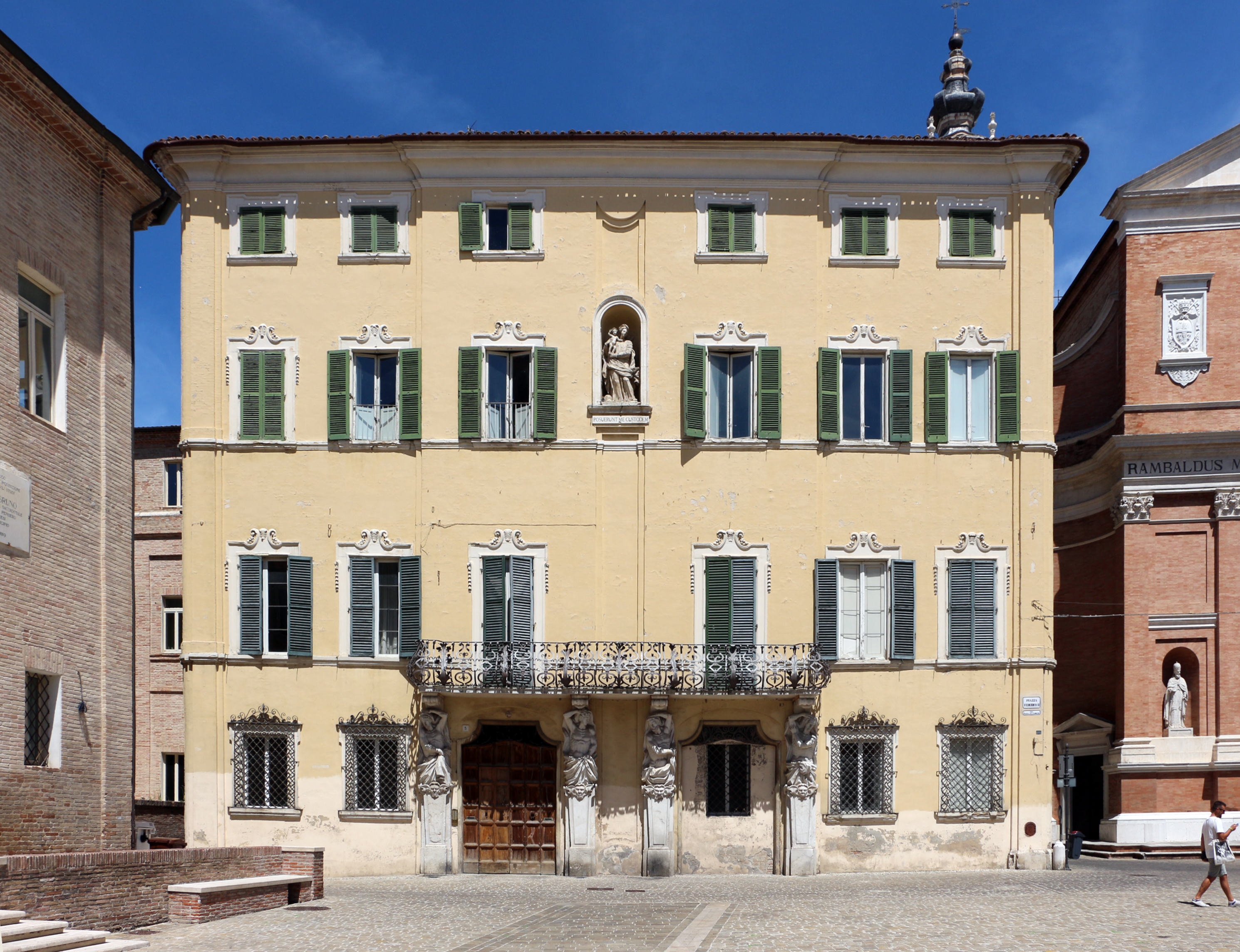
Palazzo Baleani
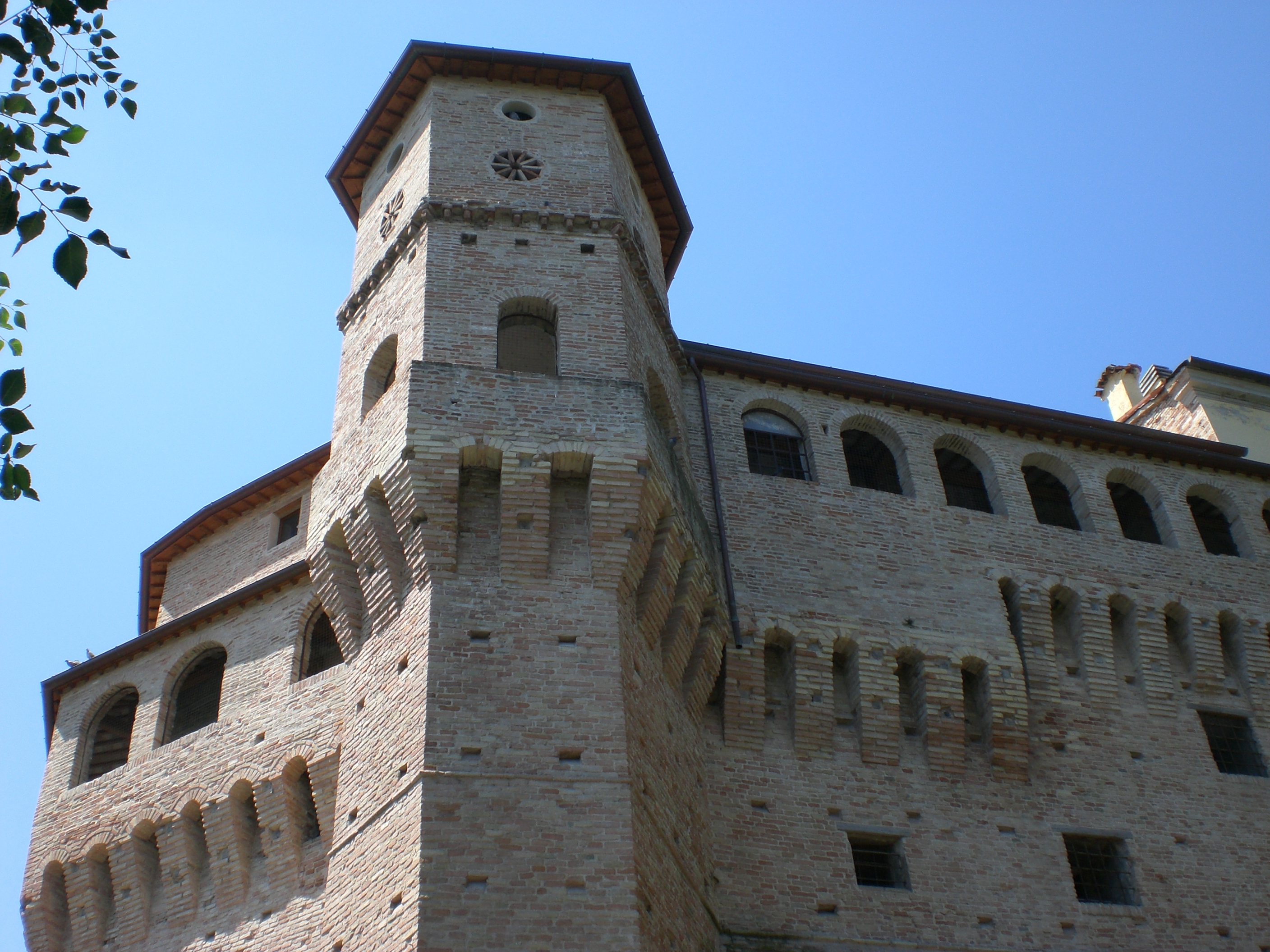
Pevnost Montirozzo